# Samuel Dunikowski
Samuel Dunikowski z Orska herbu Świerczek (ur. 1578 – zm. 1615) – podstarości przemyski, rotmistrz wojsk polskich, syn Jana Pawła Dunikowskiego z Orska.
Uczestnik wojny polsko-rosyjskiej z lat 1577–1582. W 1610 roku wziął udział w wyprawie hetmana polnego koronnego Stanisława Żółkiewskiego na Moskwę w czasie wojny polsko-rosyjskiej 1609–1618. Na czele pułku husarii zmusił do poddania twierdzę Carowe Zajmiszcze, walnie przyczynił się do zwycięstwa wojsk polskich w bitwie pod Kłuszynem, podczas której dowodził chorągwiami kozackimi. Po poddaniu się Moskwy Polakom, obsadził swoim, liczącym 700 ludzi, konnym pułkiem dzielnicę Biełgorod. 29 marca 1611 roku, zagrożony wybuchem antypolskiego powstania, przebił się ze swoim oddziałem do Kitajgrodu. Stamtąd niespodziewanym wypadem husarii rozbił następnego dnia wojska powstańców moskiewskich pod dowództwem kniazia Dymitra Pożarskiego. Następnie obsadził swoim pułkiem kreml moskiewski. 19 marca 1612 roku opuścił Moskwę i udał się do Polski.
Ożeniony z Zofią Lubieniecką herbu Sas, córką Stanisława i Zofii Taraszowskich.
W 1615 został wybrany posłem na sejm.